# Thomas Solstad
Thomas Alfred Solstad (* 26. Februar 1997 in Ski) ist ein norwegischer Handballspieler.

## Karriere

### Verein
Thomas Solstad lernte das Handballspielen beim Follo HK. 2016 wechselte der 1,94 m große Kreisläufer zu Halden Topphåndball und 2019 zum norwegischen Serienmeister Elverum Håndball. Mit Elverum feierte er dreimal den Gewinn der Meisterschaft. Zudem nahm er mehrfach an der EHF Champions League teil. Ab 2022 stand er beim dänischen Verein Bjerringbro-Silkeborg unter Vertrag. Im Sommer 2024 wechselte er zum deutschen Bundesligisten TSV Hannover-Burgdorf.

### Nationalmannschaft
In der norwegischen A-Nationalmannschaft debütierte Solstad am 7. Januar 2021 gegen Dänemark. Mit Norwegen erreichte er den sechsten Platz bei der Weltmeisterschaft 2021 und den fünften Platz bei der Europameisterschaft 2022. Bei der Weltmeisterschaft 2023 nahm er an einem Spiel teil. Bei der Weltmeisterschaft 2025 warf er fünf Tore in fünf Spielen und erreichte mit der Auswahl den 10. Platz.